# Artematopus discoidalis
Artematopus discoidalis is een keversoort uit de familie Artematopodidae. De wetenschappelijke naam van de soort is voor het eerst geldig gepubliceerd in 1914 door Pic.